# Lac de Hourtin et de Carcans
Lac de Hourtin et de Carcans là một hồ ở khu vực Medoc của Pháp, nằm ở tỉnh Gironde. Nó là một trong những hồ lớn nhất lớn ở Pháp, và là hồ nước ngọt lớn nhất lớn, tính theo diện tích bề mặt, nằm hoàn toàn trong nước Pháp. Nó nằm ở ở độ cao 14 m (46 ft), và có một diện tích bề mặt của 56,67 kilômét vuông (21,88 vuông. Miles). Vào mùa đông, kích thước của nó bị vượt quá bởi Lac de Grand-Lieu ở Loire-Atlantique mà mở rộng bao gồm 62,92 km vuông nhưng co lại chỉ còn 35 km vuông vào mùa hè.

## Địa lý
Hồ này, dài 18 km tại đoạn dài nhất và 5 km ở chỗ rộng nhất, nằm song song với Côte d'Argent ở Đại Tây Dương. Các thị trấn gần nhất Lac d'Hourtin-carcans là Hourtin ở phía đông bắc đến Carcans phía đông nam và khu nghỉ mát Maubuisson bên bờ phía tây nam của hồ.

## Khu bảo tồn thiên nhiên
Đụn cát có diện tích 21,5 km vuông và vùng đầm lầy giữa bờ phía tây bắc của hồ và Đại Tây Dương, được gọi là 'cồn et d'Marais Hourtin', đã được chỉ định là một khu bảo tồn thiên nhiên kể từ năm 2009.